# Inclusion minérale riche en calcium et en aluminium

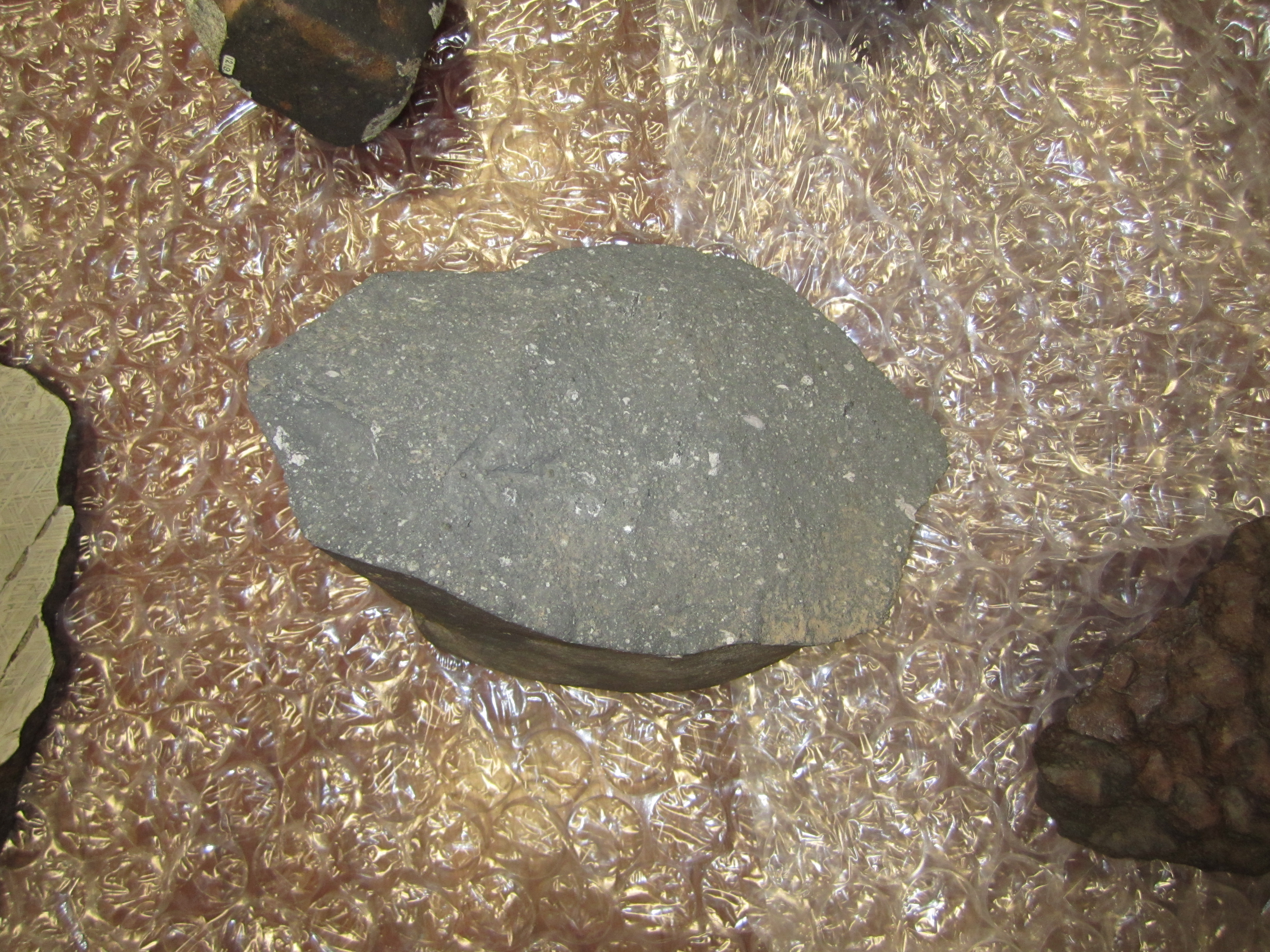
CAI (taches blanches) dans une météorite chondritique, collection de l'American Museum of Natural History

Les inclusions minérales riches en calcium et en aluminium (CAI, pour l'anglais calcium-aluminium-rich inclusion ou Ca-Al-rich inclusion) sont des enclaves réfractaires de taille submillimétrique à centimétrique, formées essentiellement de minéraux notablement riches en calcium et en aluminium, qu'on trouve dans les météorites du type chondrite carbonée. Elles sont visibles sous la forme de taches claires dans la météorite. Formées il y a 4 567 à 4 571 millions d'années (Ma), elles constituent les matériaux les plus anciens du Système solaire.

## Pétrologie
On distingue deux types de CAI, celles à gros grains (CG, pour l'anglais coarse-grained) et celles à grains fins (FG, pour fine-grained). Les premières ont subi une fusion secondaire due à des événements thermiques après leur formation, les secondes non. Les FG sont considérées comme des condensats directs d'un gaz à haute température.

## Minéralogie
Les CAI sont constituées de minéraux qui font partie des premiers solides à s'être condensés lors du refroidissement du disque protoplanétaire. Les minéraux les plus communs et les plus caractéristiques des CAI sont l'anorthite, la mélilite, la pérovskite, le spinelle, l'hibonite (en), le pyroxène et l'olivine magnésienne (riche en forstérite). Les CAI se sont formées à des températures bien plus élevées que les chondres qui leur sont associés, et ont survécu à plusieurs évènements de haute température alors que la plupart des chondres sont le produit d'un unique évènement de fusion transitoire.

## Géochimie
Les anomalies isotopiques des CAI donnent d'importants indices sur la formation du Système solaire, suggérant que la nébuleuse solaire s'est effondrée peu de temps après une supernova proche. Les datations radiométriques montrent que les CAI se sont formées environ 2 Ma avant les chondres.

## Datations
En utilisant les données isotopiques du plomb dans les CAI, un âge de 4 567,2 ± 0,6 Ma peut être calculé, ce qui peut être interprété comme le début du système planétaire. Cependant, en raison des possibles perturbations du système isotopique du plomb dans les CAI, cet âge est peut-être une borne inférieure de l'âge réel. Un âge de 4 571 Ma a également été proposé pour les CAI en se basant sur les données isotopiques des chronomètres Mn-Cr et Mg-Al (radioactivités éteintes). En 2023, une réévaluation des âges Pb-Pb (en) et 26Al-26Mg conclut à un âge de 4 568,7 Ma pour la condensation des CAI.